# 26 octobre 1977
Le mercredi 26 octobre 1977 est le 299e jour de l'année 1977.

## Naissances
- Beau Willimon, scénariste américain
- Jon Heder, acteur américain
- Lojain omran, journaliste saoudienne
- Louis Crayton, joueur de football libérien
- Marcel Dettmann, DJ allemand
- Mario Bürki, compositeur suisse
- Marisha Pessl, écrivain américaine
- Oleg Iachtchouk, footballeur ukrainien
- René-Laurent Vuillermoz, biathlète italien
- Sarah Storey, Sportive britannique
- Simon Ngaka, artiste et écrivain camerounais

## Décès
- Alma Hanlon (née le 30 avril 1890), actrice américaine
- Elisabeth Flickenschildt (née le 16 mars 1905), actrice allemande
- James Charles Castle (né le 25 septembre 1899), artiste américain

## Événements
- Sortie du film russe Romance de bureau
- Date officielle[1] d'éradication la variole, alors qu'on a détecté en Somalie le dernier cas de variole d'origine naturelle.